# Distrito de Bella Unión
El distrito de Bella Unión es uno de los trece distritos de la Provincia de Caravelí, ubicada en el Departamento de Arequipa, bajo la administración del Gobierno regional de Arequipa, en el sur del Perú. 
Desde el punto de vista jerárquico de la Iglesia católica forma parte de la Prelatura de Caravelí en la Arquidiócesis de Arequipa.

## Historia
El distrito fue creado mediante Ley N.º 12450 del 24 de noviembre de 1955, en el gobierno del Presidente Manuel A. Odría.

## Geografía
Está ubicada en la franja costera de la provincia de Caraveli, al norte del departamento de Arequipa. El distrito está dedicado principalmente a la agricultura, sobresaliendo los cultivos de olivos, uvas y frutales, muy cerca se encuentran los vecinos distritos de Acarí y Lomas.

## Atractivos Turísticos

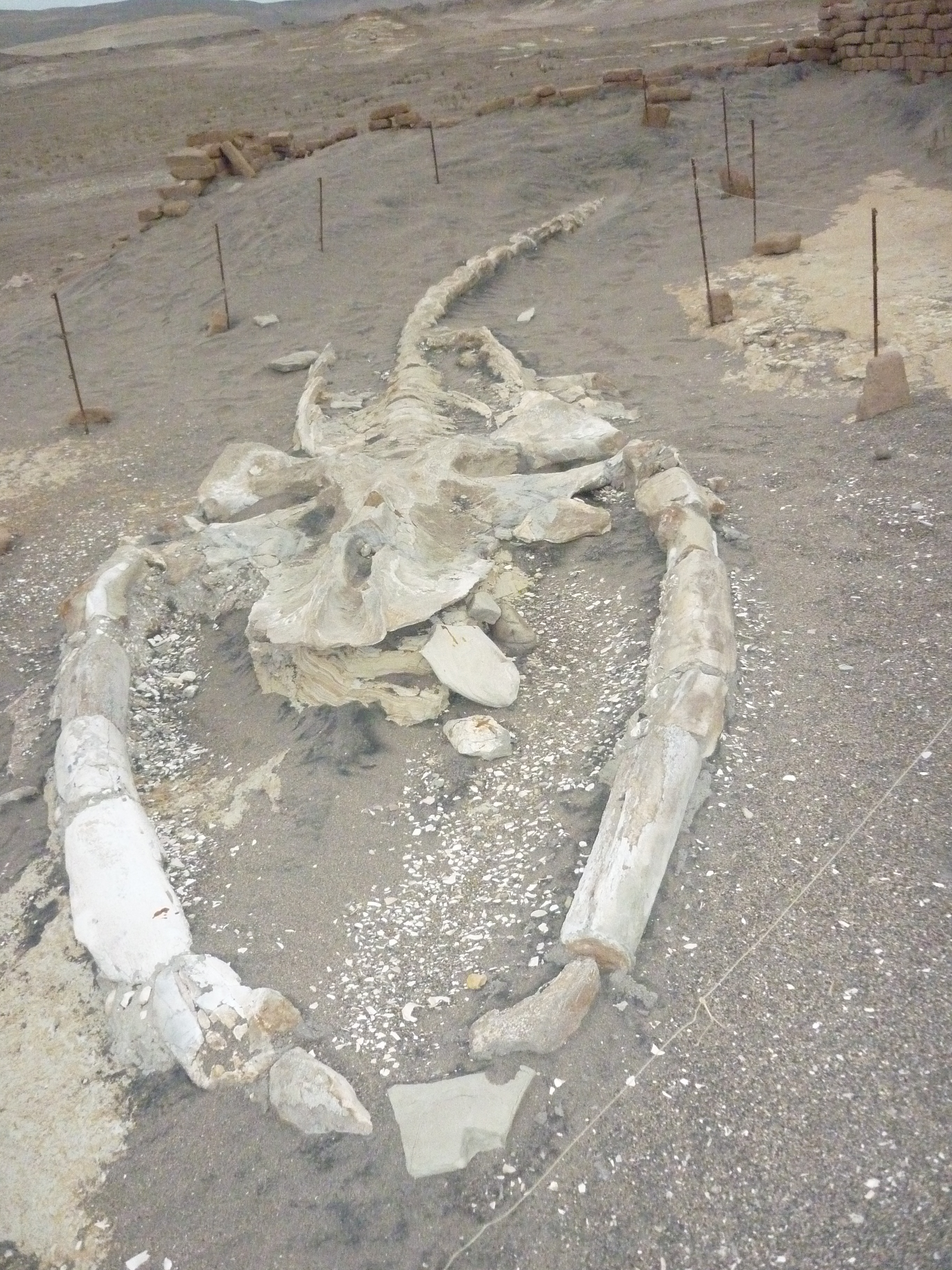
Fósil de ballena en Sacaco- Arequipa

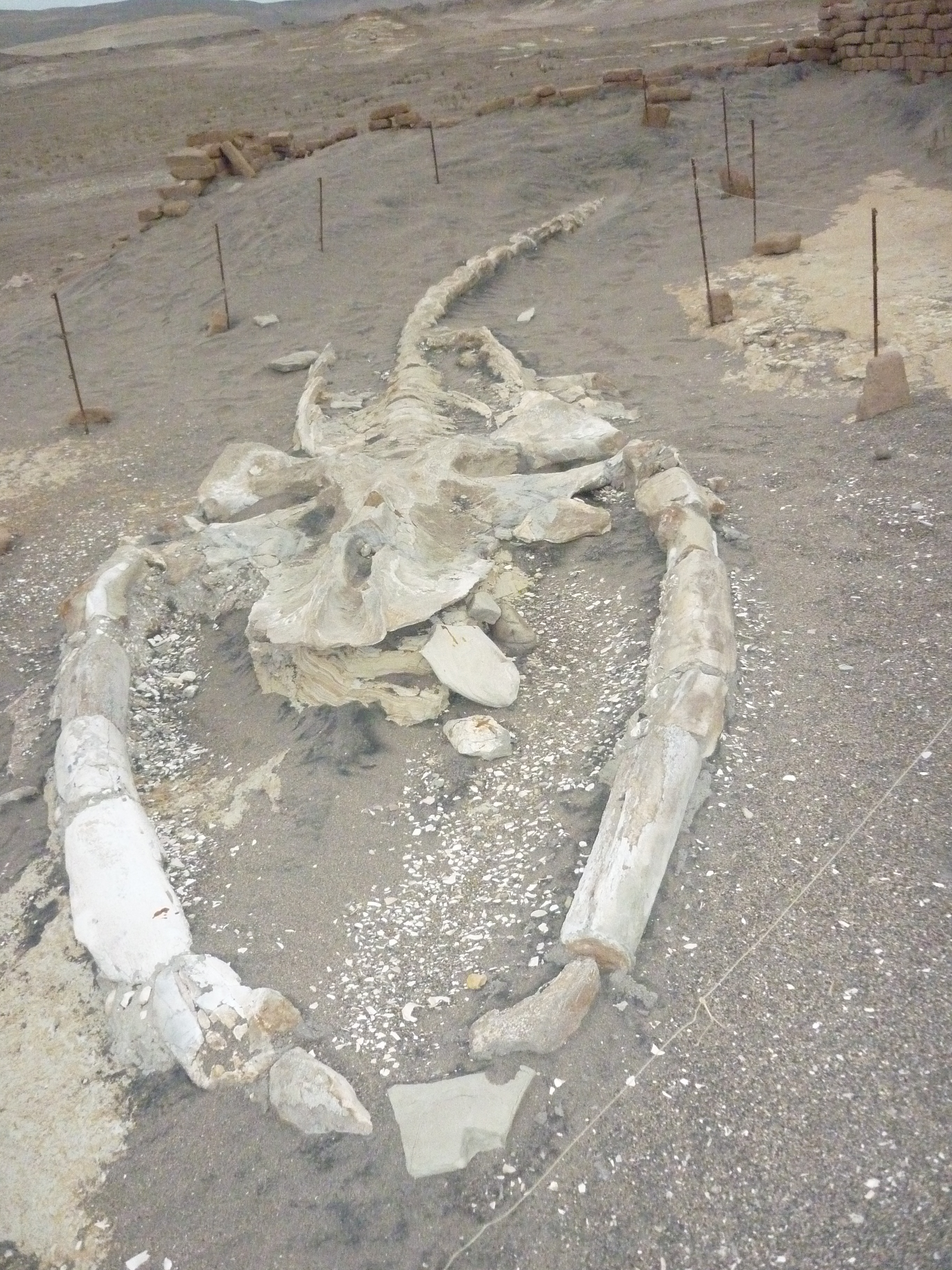
Fósil de ballena en Sacaco- Arequipa

- Museo Paleontológico de Sacaco:  En el desierto de Sacaco existe una zona marina que a raíz de los cambios geológicos ha conservado los fósiles de diversas especies, entre estos sobresalen tiburones, ballenas, ostras gigantes y megaterios. Abarca un área abierta que ha conservado los fósiles de diversas especies. La sala de exposición, ubicada en el mismo sitio, presenta una colección de fósiles marinos con una antigüedad de diez millones de años. Lun a Sab de 9 a. m. a 3 p. m.. Km 546 Panamericana Sur.

El Camino Inca que enlaza el distrito de Bella Unión con puerto Inca el balneario predilecto del Inca.
El balneario de Peñuelas con su gran extensión de playa de arena blanca, propicia para practicar deportes extremos acuáticos, pesca y más.
La localidad de Chaviña en la carretera panamericana sur cuenta con un gran número de restaurantes donde podrá degustar de una amplia variedad de platillos a base de pescados y mariscos.
Plantaciones de olivos en las márgenes del río Acari, en donde podrá disfrutar de sus frutos y derivados.

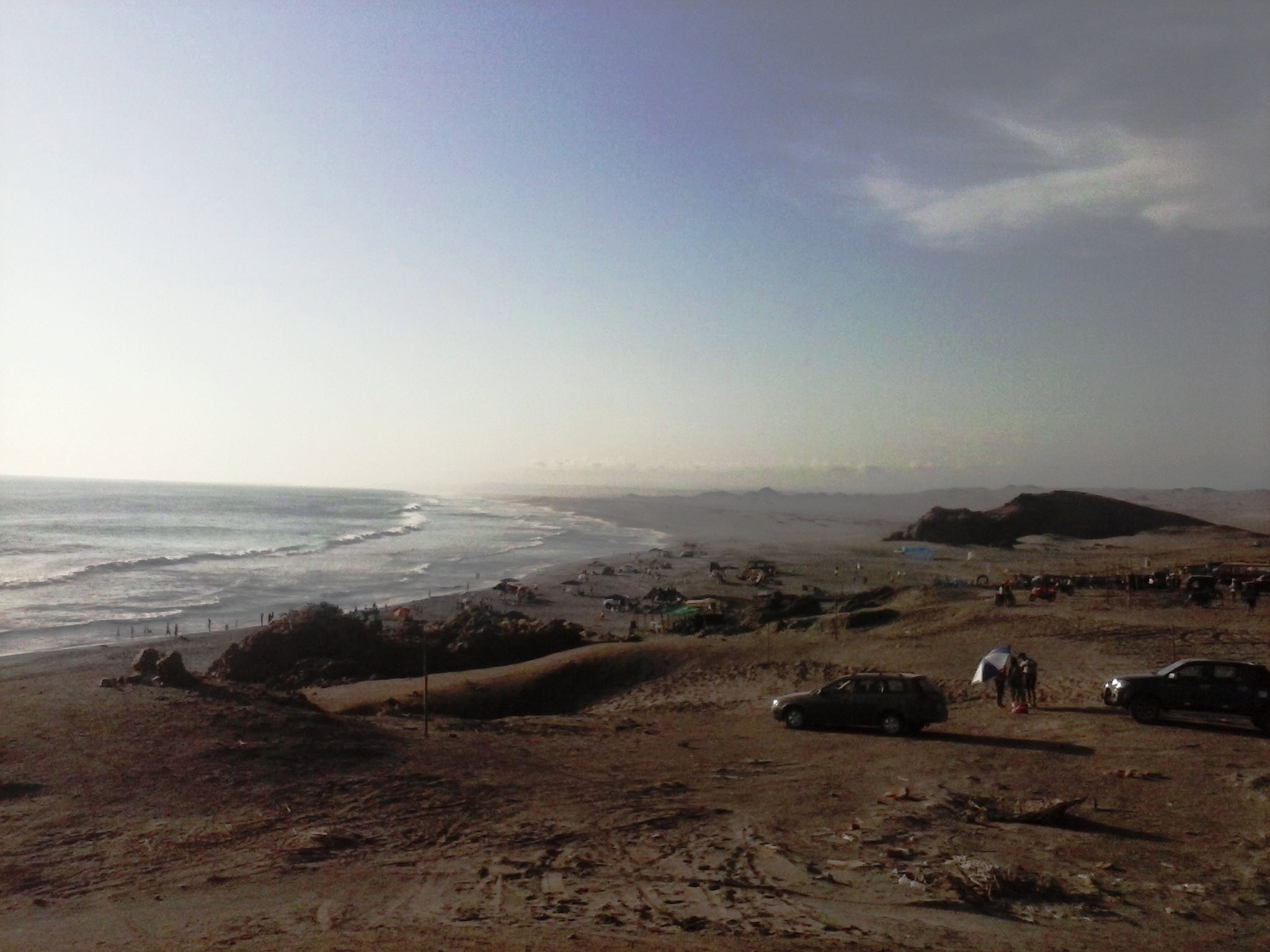
Playa Peñuelas

## Autoridades

### Municipales
- 2023-2026[3]
  - Alcalde: Richard Ivan Vega Taipe.
  - Regidores: Pascuala Martina Erbay Ayquipa, Damian Chancahuaña Alvarez, Rosmery Cosi Huillca, Yuliana Patricia Cantoral Ancari, Monica Adelseinda Huamani Alvarez.

### Religiosas
- Obispo Prelado: Mons. Juan Carlos Vera Plasencia, MSC.
- Párroco: Presb. Darío G. Ircash Trejo MSC (parroquia de Bella Union).

## Festividades
- San Isidro Patrono del distrito de BELLA UNION

```
   Se  celebra el 15 de mayo de cada año.
```

```
  TIERRA DE LAS ACEITUNAS MAS RICAS Y PRODUCTOR DE ACEITE DE OLIVA
  ( ACEITE VIRGEN Y EXTRA VIRGEN)
```

REALMENTE ES UN PARAÍSO DEL OLIVO!!!...

## Museo de sitio Sacaco

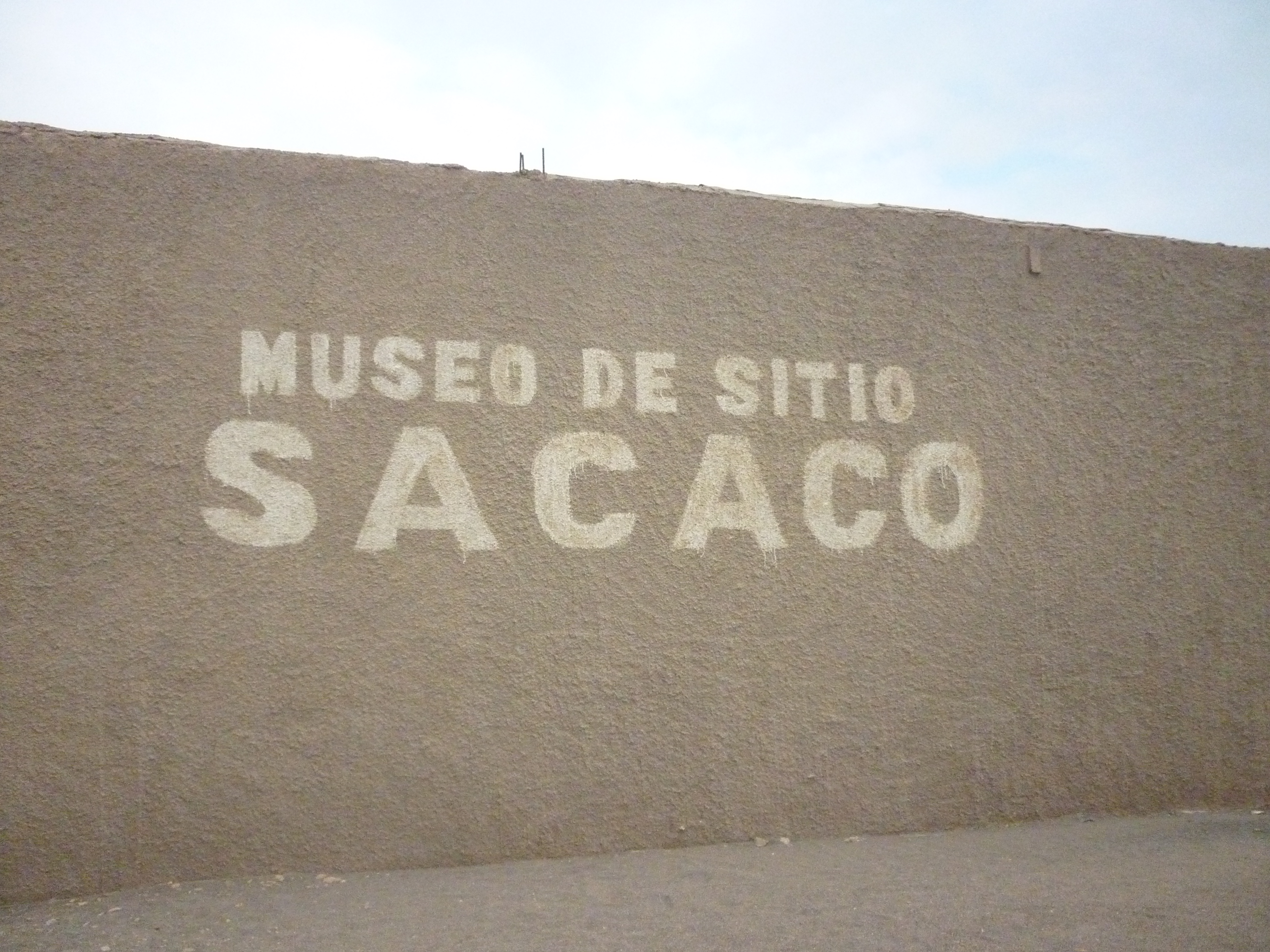
Museo de sitio Sacaco

Se trata del único museo de sitio paleontológico natural del Perú, donde se puede observar este laboratorio evolutivo con restos de fauna marina prehistórica. 
Hace millones de años, en el desierto de Sacaco, era una bahía con seres descomunales por sus dimensiones, una zona marina que a raíz de los cambios geológicos ha conservado los fósiles de diversas especies que vivieron durante el mioceno superior y el plioceno inferior entre los que sobresale tiburones enormes, ballenas, ostras gigantes y torpes megaterios, que hoy están al descubierto. 
El museo de sitio Sacaco fundado por Hans Jacob Siber es una filial del Museo de historia natural de la Universidad Mayor de San Marcos. Se puede visitar todo el año de 9 a. m. a 3 p. m..
Se ubica a la altura del km 546 de la Panamericana Sur, a unos 2 km por una trocha carrozable a unos 750 m s. n. m. Tiene señalización.